# KV32
KV32 es una tumba egipcia del llamado Valle de los Reyes, situado en la orilla oeste del Nilo, a la altura de la moderna ciudad de Luxor. Los últimos descubrimientos han demostrado que su ocupante fue la reina Tiaa, de la dinastía XVIII, esposa de Amenhotep II y madre de Thutmose IV.

## Situación
La tumba KV32 se encuentra en el ramal meridional del uadi suroeste del Valle de los Reyes. Se encuentra muy cerca de enterramientos no reales, como KV42, KV37, y también KV30 y KV31. Los reyes que descansan más cerca de este lugar son Thutmose III en KV34 y Siptah en KV47. Pese a que la entrada de este último sepulcro se encuentra en otro ramal de la necrópolis, los trazados de las dos tumbas acaban por colisionar a la altura de las dos cámaras sepulcrales. Este hecho tan inusual se repite en el Valle de los Reyes en otras dos ocasiones más con tumbas reales, y sólo puede achacarse a un fallo de los constructores o de sus arquitectos, que abrieron en época ramésida, sin querer, feos boquetes en tumbas más antiguas.
La planta de KV32 no llega a la de una tumba real pero es mucho mayor que la tumba de un noble, lo que indica el importante papel de su ocupante. Como en los sepulcros típicos de la dinastía XVIII, el lugar presenta una escalera de entrada, seguida de un pasillo en rampa, otra escalera y un último corredor descendente. La tumba carece del pozo funerario que sí usaban los faraones por entonces, y pasa directamente a la cripta, sólo parcialmente excavada, que posee un pequeño anexo donde se produjo el choque con KV47. La tumba número 32 del Valle de los Reyes, al no pertenecer a un monarca, carece de decoración, lo que hizo imposible descubrir la identidad de su ocupante hasta hace muy poco tiempo.

## Excavación
El descubridor de esta tumba fue Victor Loret en 1898, dirigido por el Service des Antiquités, quien simplemente se dedicó a limpiar de forma algo tímida el lugar, a hacer planos y a datarla. El poco interés que despertó en un primer momento (los siguientes descubrimientos de KV34 y KV35 hicieron pasar a un segundo plano la presencia de esta tumba), hizo pensar que perteneció a algún miembro de la familia de Thutmose III o quizás al visir Rejmira, de aquella época, pero que dudosamente se llegaría a descubrir mucho más.
No sería hasta el año 2000 que el MISR Project (Misión Siptah-Ramsés X), de la Universidad de Basilea, reanudara las necesarias tareas de desescombro de la tumba, hallándose por fin, y con gran sorpresa, el nombre de la propietaria del lugar, una de las mujeres reales (hasta los tiempos de Seti I aquí también se enterraban reinas y princesas) que tuvieron tumba propia en el Valle de los Reyes. Los restos de una caja de vasos canopos de su pertenencia revelaron la identidad de la reina Tiaa, una esposa de Amenhotep II que resultó ser la madre de su sucesor, Thutmose IV. Ignoramos si KV32 estuvo desde el principio destinada a esta mujer o se adecentó el lugar después de que su hijo ascendiera al trono pero, sea como fuere, acabó siendo enterrada allí. De la momia de Tiaa nada se sabe, aunque al haber sido enterrada en el Valle de los Reyes, y cerca de Thutmose III, cuya momia sí se ha salvado, es posible que su cuerpo sea uno de los hallados en alguno de los escondrijos, y que sería uno de los muchos que aún esperan a ser identificados.